# البديع الشمالي (الأفلاج)
البديع الشمالي هو مركز من فئة (ب) يقع في محافظة الأفلاج، والتابعة لمنطقة الرياض في السعودية. يبعد مركز البديع الشمالي عن محافظة الأفلاج بمسافة تقارب (35) كم.

## السكان
بلغ عدد سكان البديع الشمالي حسب تعداد 1431هـ/2010م (7194) نسمة.